# Попов Веніамін Степанович
Веніамін Степанович Попов (30 травня 1927, місто Троїцьк, тепер Челябінської області Російська Федерація — 18 жовтня 2010, місто Запоріжжя) — український радянський діяч, вчений, ректор Запорізького машинобудівного інституту. Депутат Верховної Ради УРСР 10—11-го скликань. Доктор технічних наук (1975), професор, академік Академії інженерних наук України.

## Біографія
У 1949 році закінчив Челябінський механіко-машинобудівний інститут, інженер-механік по обладнанню і технології зварювального виробництва.
У 1949—1951 роках — майстер, начальник технологічного бюро Південно-Уральського заводу РРФСР.
З 1951 року — аспірант Центрального науково-дослідного інституту технології та машинобудування в Москві.
Член КПРС з 1954 року.
З 1956 року — доцент кафедри технології металів, у 1958—1964 роках — декан механіко-машинобудівного факультету Запорізького інституту сільськогосподарського машинобудування.
У 1964—2006 роках — завідувач кафедри обладнання і технології зварювального виробництва Запорізького машинобудівного інституту імені Чубаря.
У 1978—1993 роках — ректор Запорізького машинобудівного інституту імені Чубаря.
Сфера наукових досліджень — трибоматеріалознавство зносостійкості матеріалів.
Автор понад 200 публікацій, шести монографій та навчальних посібників, 42 авторських свідоцтв.

## Нагороди
- орден Дружби народів (1978)
- медалі
- заслужений діяч науки Української РСР